# Podzámčok
Podzámčok (ungarisch Dobróváralja) ist eine Gemeinde in der Mittelslowakei mit 555 Einwohnern (Stand 31. Dezember 2024) und gehört zum Okres Zvolen, einem Kreis des Banskobystrický kraj.

## Geographie

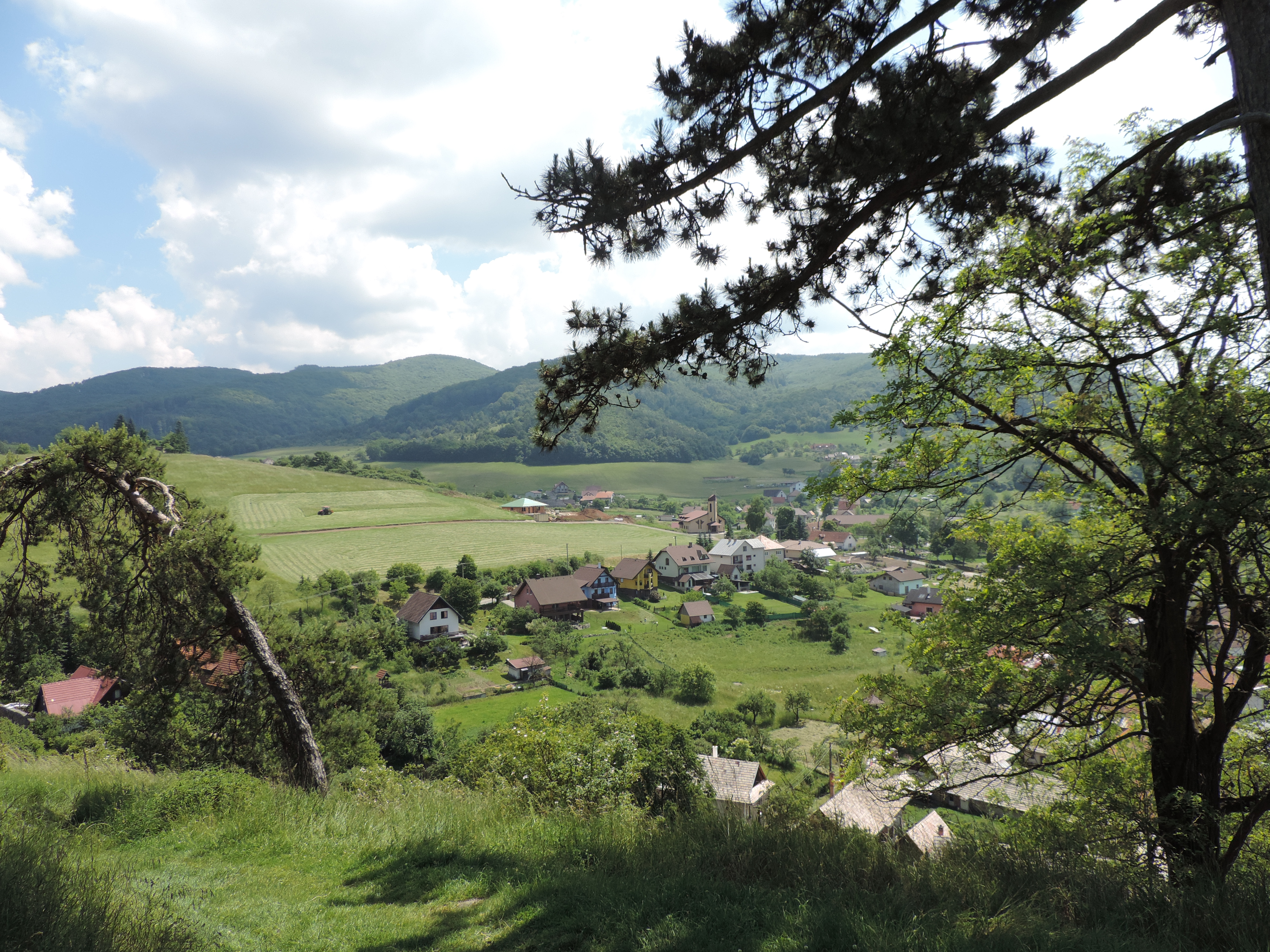
Podzámčok

Die Gemeinde befindet sich im Nordteil des kleinen Talkessels Pliešovská kotlina, am Westhang des Javorie-Gebirges. Sie wird von einem rechtsufrigen Zufluss des Flüsschens Neresnica durchflossen. Das Ortszentrum liegt auf einer Höhe von 410 m n.m. und ist 11 Kilometer von Zvolen entfernt.
Nachbargemeinden sind Zvolen im Norden, Michalková im Osten, Dobrá Niva im Süden und Breziny im Westen.

## Geschichte

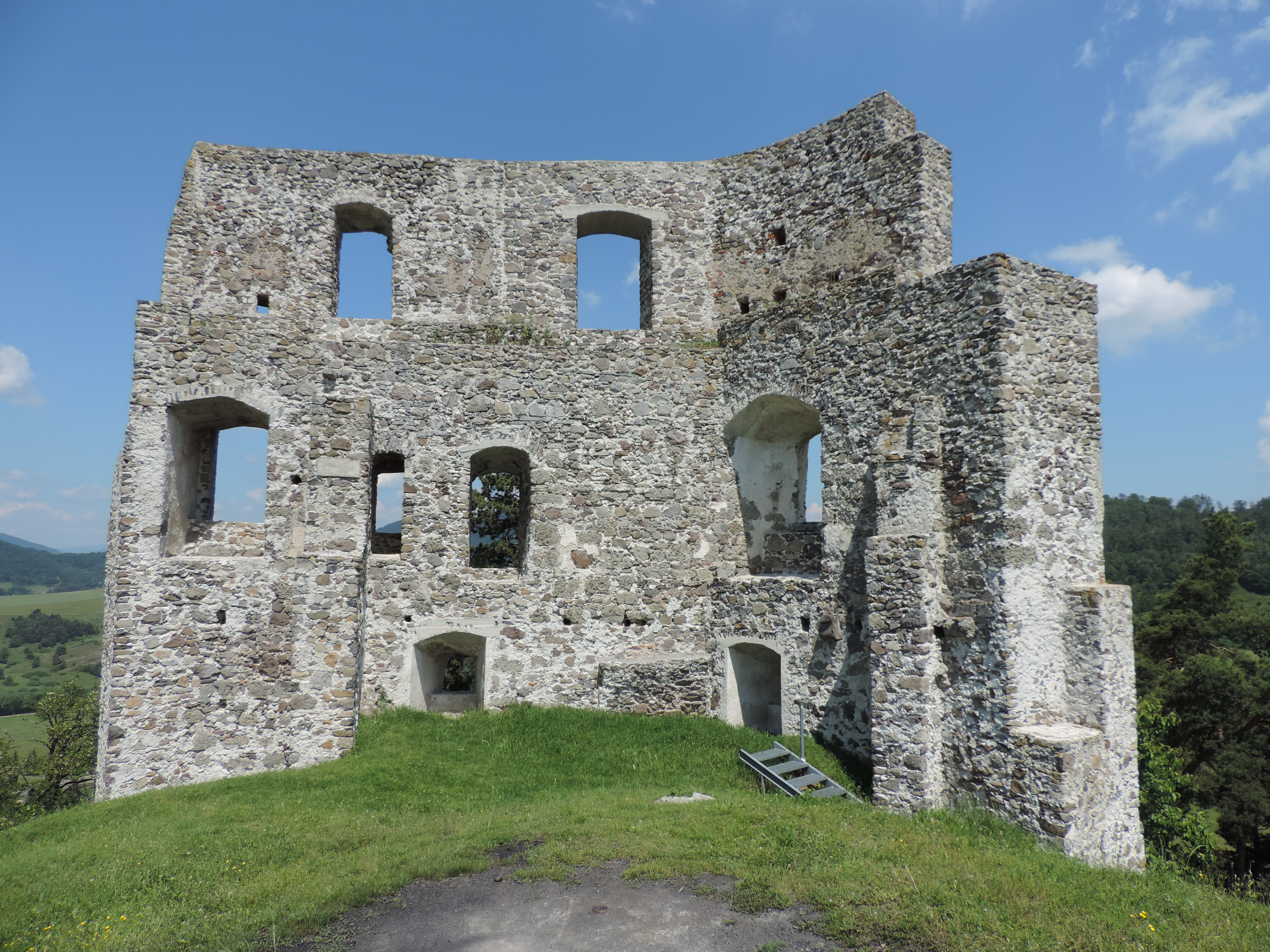
Burgruine Dobrá Niva

Podzámčok entstand später als die oberhalb des Dorfes stehende Burg Dobrá Niva, die im 13. Jahrhundert erbaut wurde. Zum ersten Mal wurde die Ortschaft im Jahr 1425 erwähnt und entstand aus einem Meierhof der Burg. Als Teil dessen Herrschaftsgebiets mussten die ortsansässigen Bauern Abgaben leisten. Im 17. Jahrhundert war der Ort selbst Sitz eines Herrschaftsgebiets, wie auch im 18. Jahrhundert. Haupteinnahmequellen der Bevölkerung waren Forst-, Landwirtschaft und Imkerei.
Bis 1918 gehörte der im Komitat Sohl liegende Ort zum Königreich Ungarn und kam danach zur Tschechoslowakei beziehungsweise heute Slowakei.

## Bevölkerung
| Jahr                | 1994 | 2004    | 2014     | 2024    |
| ------------------- | ---- | ------- | -------- | ------- |
| Anzahl der Personen | 337  | 336     | 512      | 555     |
| Unterschied         |      | −0,29 % | +52,38 % | +8,39 % |

| Jahr                | 2023 | 2024    |
| ------------------- | ---- | ------- |
| Anzahl der Personen | 554  | 555     |
| Unterschied         |      | +0,18 % |

Nach der Volkszählung 2011 wohnten in Podzámčok 460 Einwohner, davon 393 Slowaken, fünf Magyaren, zwei Tschechen sowie jeweils ein Mährer, Rom, Russine und Ukrainer. 56 Einwohner machten keine Angabe zur Ethnie.
282 Einwohner bekannten sich zur römisch-katholischen Kirche, 38 Einwohner zur Evangelischen Kirche A. B., vier Einwohner zur evangelisch-methodistischen Kirche, drei Einwohner zur griechisch-katholischen Kirche, zwei Einwohner zur orthodoxen Kirche und ein Einwohner zu den Zeugen Jehovas; ein Einwohner bekannte sich zu einer anderen Konfession. 70 Einwohner waren konfessionslos und bei 59 Einwohnern wurde die Konfession nicht ermittelt.

## Bauwerke und Denkmäler
- konservierte Ruine der Burg Dobrá Niva
- Glockenturm aus dem Jahr 1868